# Świadkowie Jehowy w Samoa Amerykańskim
Świadkowie Jehowy w Samoa Amerykańskim – społeczność wyznaniowa w Samoa Amerykańskim, należąca do ogólnoświatowej wspólnoty Świadków Jehowy, licząca w 2023 roku 140 głosicieli, należących do 3 zborów. Na dorocznej uroczystości Wieczerzy Pańskiej w 2023 roku zgromadziło się 568 osób. Działalność miejscowych głosicieli koordynuje australijskie Biuro Oddziału. Biuro Krajowe znajduje się w Pago Pago.

## Historia
W roku 1938 podczas powrotu z Australii do Biura Głównego w Nowym Jorku na wyspie Tutuila wraz ze współpracownikami zatrzymał się Joseph F. Ruterford. W czasie krótkiego postoju w mieście portowym Pago Pago, J.F. Rutherford i jego towarzysze rozpowszechnili pewną liczbę publikacji biblijnych. W 1940 roku działalność kaznodziejską podjął pionier Harold Gill. Rozpowszechnił 3500 egzemplarzy broszury Gdzie są umarli? – pierwszej publikacji Świadków Jehowy przetłumaczonej na język samoański.
5 stycznia 1954 roku Świadek Jehowy z Australii Ron Sellars z żoną Dolly podjęli regularną działalność kaznodziejską na wyspach. 4 lutego tego samego roku do Samoa Amerykańskiego przybyło czterech misjonarzy – absolwentów Biblijnej Szkoły Strażnicy – Gilead. W 1955 roku nowym wyznawcą został Ualesi Pedro. Zebrania religijne urządzano w Fagatogo – przychodziło na nie ponad 200 osób. Zanotowano liczbę 22 głosicieli, którzy rozpowszechnili ponad 16 tysięcy egzemplarzy publikacji Świadków Jehowy, przetłumaczonych na język samoański. Urządzono 15 projekcji filmu Społeczeństwo Nowego Świata w działaniu, na które przybyło ogółem 3227 widzów. Powstał pierwszy zbór. W czerwcu 1957 roku odbył się w Pago Pago pierwszy kongres pod hasłem „Życiodajna mądrość”, na który przybyło 106 osób.
W roku 1966 na kongresie pod hasłem „Synowie Boży – synami wolności” zebrało się 372 delegatów, należących do 8 grup językowych, w tym delegacje z Australii i Oceanii. Na wyspie działało 28 głosicieli. W 1971 roku w miasteczku Tafuna powstała Sala Królestwa na 130 miejsc, a regularną działalnością objęto atol Swains i Wyspy Manuʻa, tworzące Dystrykt Manuʻa.
W 2002 roku w Petesa powstała nowa Sala Królestwa na 250 miejsc. W ostatniej dekadzie wielu wyznawców opuściło wyspę Tutuila i liczba głosicieli wynosiła około 256 osób. W 2007 roku wydano w języku samoańskim Chrześcijańskie Pisma Greckie w Przekładzie Nowego Świata (Nowy Testament). W 2009 roku wydano Pismo Święte w Przekładzie Nowego Świata w tym języku. W 2011 roku na uroczystość Pamiątki przybyło 876 osób. W 2012 nadzór nad działalnością w Samoa Amerykańskim przejęło australijskie Biuro Oddziału. Na przełomie 2012 i 2013 roku zorganizowano pomoc humanitarną dla poszkodowanych przez cyklon tropikalny Evan. 9 października 2022 roku Geoffrey Jackson, członek Ciała Kierowniczego, w nagranym wcześniej przemówieniu, ogłosił wydanie zrewidowanego Pisma Świętego w Przekładzie Nowego Świata w języku samoańskim. Językiem tym posługuje się 155 głosicieli w 2 zborach w Samoa Amerykańskim, w Samoa — 544 głosicieli w 11 zborach, w Australii jest 8 zborów tego języka, w Nowej Zelandii — 6, a w USA — 4.
Zebrania zborowe odbywają się w języku samoańskim, angielskim, chińskim i tagalskim.